# 2014년 한화 이글스 시즌
2014년 한화 이글스 시즌은 한화 이글스가 KBO 리그에 참가한 21번째 시즌으로, 빙그레 이글스 시절까지 합하면 29번째 시즌이다. 김응용 감독이 팀을 이끈 마지막 시즌이며, 고동진이 주장을 맡았다. 팀은 9팀 중 정규시즌 최하위를 기록하여 3년 연속으로 최하위에 머물렀다.

## 타이틀
- 인천 아시안 게임 금메달: 이태양
- 2014 WBSC U-21 야구 월드컵 3위: 이정훈(감독), 조지훈, 엄태용, 강경학, 장운호
- ADT캡스 수비상: 정근우 (2루수)
- 플레이어스 초이스 어워드 재기선수상: 윤규진
- 조아제약 프로야구대상 프런트상: 한화 이글스 프런트
- 한국갤럽 선정 가장 좋아하는 한국인 야구선수 9위: 김태균
- 국민체육진흥공단 선정 한국프로야구 역대 최고의 용병 Best 5: 데이비스, 가르시아
- 올스타 선발: 피에 (외야수)
- 올스타전 추천선수: 이태양, 김태균
- 출루율: 김태균 (0.463)
- 완봉: 앨버스 (1)
- 타석 당 피투구수: 이용규 (4.40)
- WPa: 김태균 (6월 24일 롯데전, 0.791)

### 퓨처스리그
- 퓨처스 올스타: 임기영, 조이현, 황영국, 송주호
- 도루: 송주호 (37)
- 다승: 이동걸 (10)
- 승률: 이동걸 (1.000)
- 남부리그 홈런: 박노민 (11)
- 남부리그 출장(투수): 윤기호 (47)
- 남부리그 탈삼진: 이동걸 (90)

## 선수단
- 선발투수: 이태양, 앨버스, 유창식, 타투스코, 송창현, 클레이
- 구원투수: 안영명, 박정진, 이동걸, 최설우, 김광수, 윤기호, 조지훈, 구본범, 마일영, 임기영, 정재원, 조이현, 김기현, 윤근영, 송창식, 황재규, 정대훈, 김혁민
- 마무리투수: 윤규진, 황영국, 허유강
- 포수: 조인성, 정범모, 이준수, 엄태용, 이희근, 김민수
- 1루수: 김태균
- 2루수: 정근우, 임익준
- 유격수: 한상훈, 이대수, 전현태, 강경학, 이시찬, 조정원
- 3루수: 송광민, 이창열, 김회성
- 좌익수: 이양기, 추승우, 박준혁, 최진행
- 중견수: 피에, 장운호, 송주호
- 우익수: 김경언, 노수광, 정현석, 고동진
- 지명타자: 이용규, 박노민, 김태완

## 여담
- 강경학은 전반기에 총 8구를 상대했는데, 모두 볼이었다.
- 김태균은 WAR 3.52로 KBO 리그 역대 단일 시즌 OPS 1을 넘긴 타자 중 최저 WAR 기록을 세웠다.
- 팀은 평균자책점 6.35, WHIP 1.76으로 역대 단일 시즌 최고 평균자책점, 이닝 당 출루허용률 기록을 세웠다.
- 이용규는 당겨친 안타 23개, 당겨친 타구 타율 0.232로 2013년 이후 규정 타석 충족 타자 중 단일 시즌 최소, 최저 기록을 세웠다.
- 피에는 좌중간 안타 5개로 2013년 이후 규정 타석 충족 타자 중 단일 시즌 최소 기록을 세웠다.
- 황영국은 이 시즌까지 통산 초구 스트라이크 비율 0%로 KBO 리그 10대 투수 최저 기록을 세웠다.
- 피에는 이 시즌 외야보살 11개로 2013년 이후 KBO 리그 역대 외국인 외야수 중 단일 시즌 최다 기록을 세웠다.
- 김응용 감독은 이 시즌이 KBO 리그에서 감독으로서 맞는 24번째 시즌이었다. 이로써 그는 KBO 리그에서 감독으로 가장 많은 시즌을 소화한 인물이 되었다. 또한 감독 통산 1567승 68무 1300패로 승, 무, 패 모두 KBO 리그 역대 최다 기록을 보유하고 있다.

## 같이 보기
- 2015년 한화 이글스 시즌